# Legis actiones
Legis actiones (Enkelvoud: legis actionis) waren de voorschriften die in acht genomen moesten worden bij een actio (proces). Het sloeg ook op de juiste formules die men moest gebruiken bij het voeren van een proces. Deze legis actiones waren oorspronkelijk enkel aan de pontifices bekend. Het werd echter later door mannen zoals Sextus Aelius Paetus Catus becommentarieerd.